# Jag och Johan
Jag och Johan är en svensk dramafilm från 2007 i regi av Ronnie Brolin som även producerade och skrev manus. I rollerna ses bland andra Andreas Gidstedt, Natalie Majqvist och Tommy Hall.

## Om filmen
Filmen spelades in med Jon Lönn och Brolin som fotografer och premiärvisades den 5 maj 2007 på Vara konserthus i Vara.

## Handling
Den nyinflyttade Johan Nyström börjar nian i en ny skola. Han träffar där Linnéa som blir lite förtjust i Johan och vill börja lära känna honom. Johan blir hånad och trakasserad av tre stöddiga ungdomar, en av dem är Markus som är ledaren. Johan vill undvika att bli hånad och förnedrad av dem då han en dag stöter på ett annat gäng som han börjar umgås med. De bjuder in honom på fester och senare blir han indragen i narkotikalangning och kriminalitet.

## Rollista
- Andreas Gidstedt – Johan
- Natalie Majqvist – Linnea
- Tommy Hall – Gabriel
- David Holst – Kasper
- Devisson Machado Regis – Sebastian
- Robin Haddemo	– Markus
- Rigmor Persson – Lotta
- Maria Harde – Vera
- Jesper Björklund – Erik
- Sanna Persson – Emma
- Maria Lindberg Väringer – Sabina
- Sara Hall – Marie
- Tommy Sporrong – Stellan
- Tor-Björn Amilon – Vigge